# Dora Maria Kalff
Dora Maria Kalff, geborene Paulina Dora Maria Gattiker, (* 21. Dezember 1904 in Richterswil; † 15. Januar 1990 in Zollikon) war eine Schweizer Tiefenpsychologin und Autorin. Sie hat die in ihren Grundlagen von der Ärztin und Psychotherapeutin Margaret Lowenfeld entwickelte World Technique durch den Begriff Sandspieltherapie in den deutschsprachigen Raum eingeführt und weiterentwickelt.

## Leben und Wirken

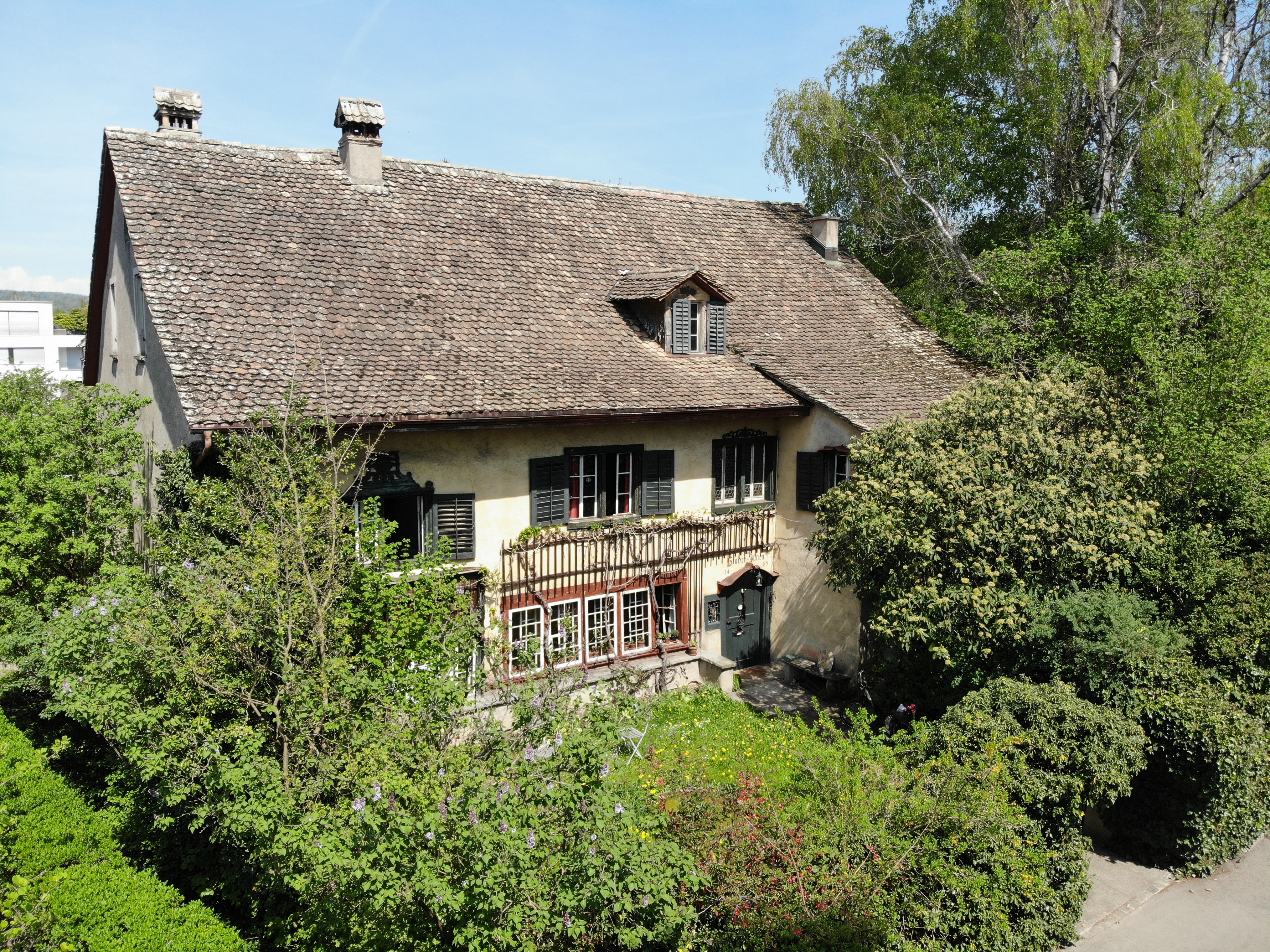
Dora Kalffs Wohnhaus Hinter Zünen 8 in Zollikon

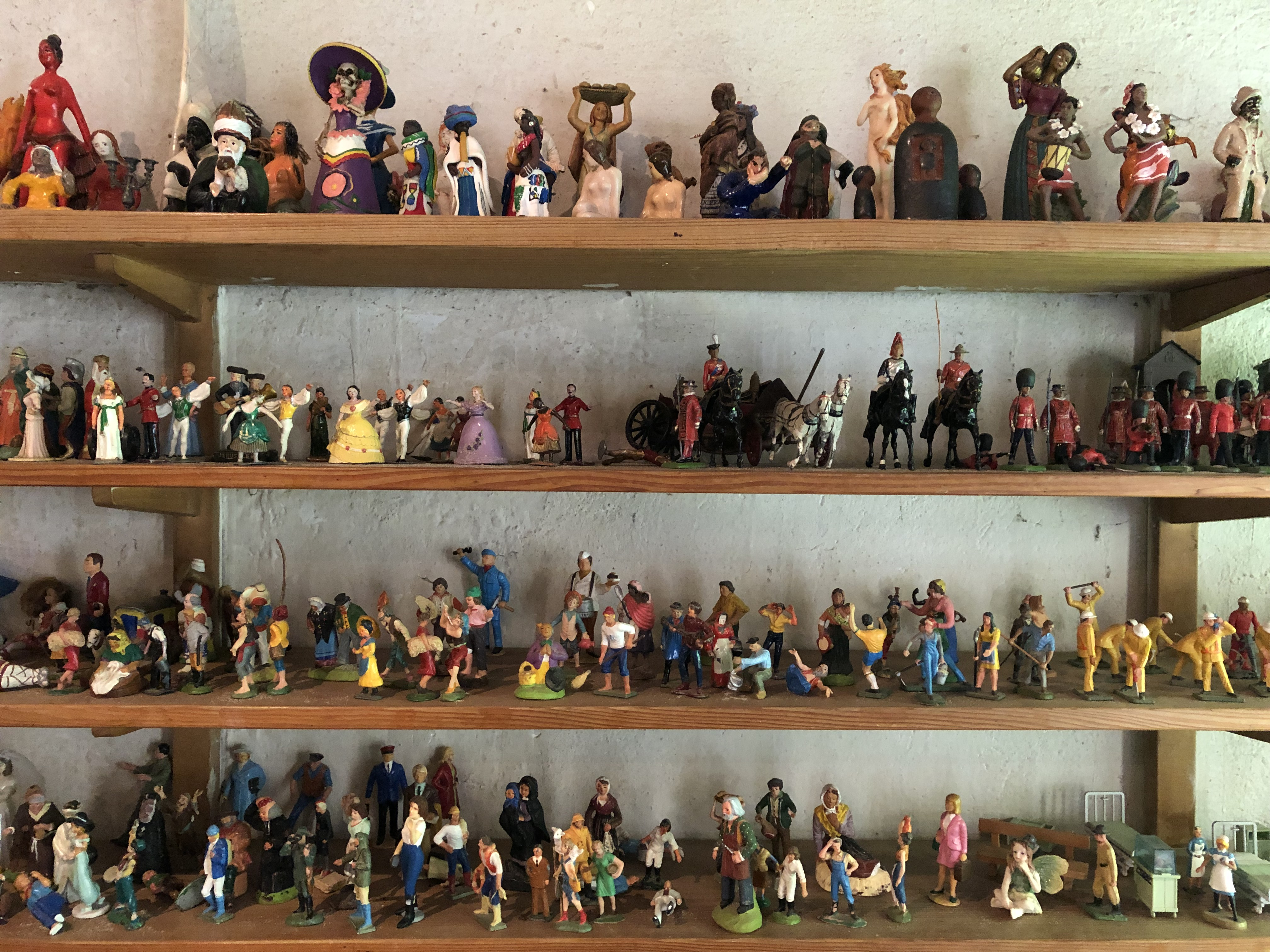
Eine kleine Auswahl von Dora Kalffs Figuren für das Sandspiel. Die Figuren waren offen sicht- und greifbar

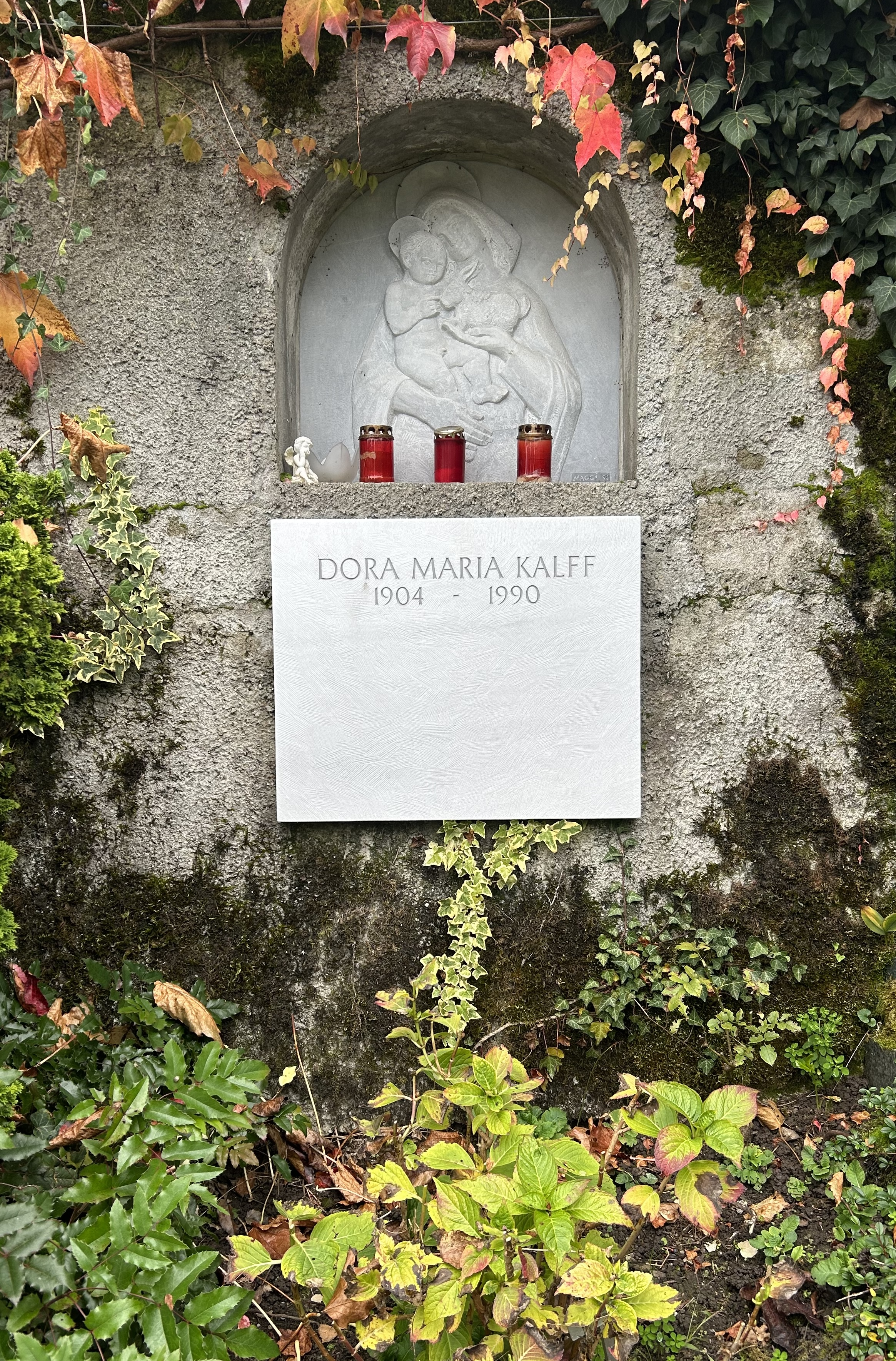
Grab auf dem Friedhof Zollikon

Dora Kalff wuchs als drittes von vier Kindern – zwei Schwestern und ein Bruder – des Ehepaares Oscar August Gattiker (1873–1948), einem Textilhändler und Politiker und Jenny Elisabetha (Lilly), geborene Sautter im Kanton Zürich auf. Seine Ehefrau ist die Tochter von David Sautter-Hintermeister (1837–1907) einem zunächst angestellten und späteren Inhaber einer Textilmanufaktur. August Gattiker hatte nach seiner Heirat die schwiegerväterliche Manufaktur übernommen.
Dora Kalff entstammte einer protestantisch geprägten Familie. Eine ältere Schwester war die Ida Emmy Elisabeth Gattiker (* 1900). Nach ihrer Matura am humanistischen Mädchengymnasium, Hochalpines Institut Ftan unweit von St. Moritz im Jahre 1923 verliess sie die Schweiz, um Philosophie am Westfield College in London zu studieren; das Studium brach sie ab. Es folgte ein Musikstudium in Paris, u. a. bei dem Pianisten Robert Casadesus.  Anschliessend eine Buchbinderlehre in Italien. Eine Liebesbeziehung aus dieser Zeit wurde durch die Intervention ihres Vaters gelöst und Kalff ging in die Schweiz zurück.
Am 1. Dezember 1934 heiratete sie den holländischen Bankier Leopold Ernst August Kalff (1905–1963). Das Paar hatte zunächst einen Sohn, Peter Kalff (* 1939), und lebte in Holland. Nach Ausbruch des Zweiten Weltkrieges floh sie mit ihrem Sohn zurück in die Schweiz, wo sie zunächst in Parpan lebte. Nach dem Ende des Zweiten Weltkrieges vereinte sich das Paar wieder in der Schweiz, wo 1946 ihr zweiter Sohn Martin zur Welt kam. Die Ehe wurde im Jahre 1949 geschieden.
Durch die Bekanntschaft mit Gret Baumann-Jung (1906–1995), der zweitältesten Tochter von C. G. Jung, begann sie 1949 trotz widriger finanzieller Verhältnisse das Studium der Psychologie am C. G. Jung Institut in Zürich, wo sie den Gründer des Instituts persönlich kennenlernte. 
Nach ihrer Lehranalyse am C. G. Jung-Institut in Zürich lernte Kalff, die von der englischen Kinderärztin und Psychoanalytikerin Margret Lowenfeld in den späten 1920er Jahren entwickelte World Technique anzuwenden. Als psychotherapeutische Methode, im Sinne einer Spieltherapie, bietet sie anhand eines Sandkastens, einer Figurensammlung ein nonverbales Ausdrucksmittel für psychische Vorgänge, die sich nicht nur in der Kinderpsychotherapie anwenden lassen.
Vor allem durch den „nonverbalen Charakter“ schafft die Sandspieltherapie, als ein projektives Verfahren, einen unmittelbareren Zugang zu den „tiefen Schichten der Psyche“. Psychische Traumata und Beeinträchtigungen, die ihren Ursprung in der Entwicklungsphase einer „frühkindlich-präverbaler Stufe“ haben, werden einem therapeutischen Prozess besser zugänglich und sind damit effizienter behandelbar. Letztendlich hilft das therapeutische Arrangement dem Patienten dabei ihre Geschichten zu erzählen und damit u. a. ihre Gefühle transparent werden zu lassen.
Kalff brachte dieses therapeutische Verfahren, aufgrund ihr Ausbildung mit den therapeutischen Implikationen der Analytischen Psychologie, in den späten 50er Jahren, zusammen. 1954 hatte Kalff, während eines Vortrags über deren Methode in Zürich, Lowenfeld persönlich kennen gelernt. Sie studierte in der Folge, im Jahre 1956, für ein Jahr in London bei Margaret Lowenfeld und Donald W. Winnicott, mit einer Empfehlung von Emma Jung. Begleitet wurden ihre Studien durch den jungianischen Kinderpsychotherapeuten Michael Fordham. Sie entdeckte, dass Sandbilder nicht nur diagnostischen Wert haben, sondern auch, dass in einer Serie von Bildern ein innerer Prozess zum Ausdruck kommt, der Parallelen zum Individuationsprozess im Sinne C. G. Jungs habe.
Ihre Modifikationen der World Technique von Margaret Lowenfeld waren, dass sie, im Gegensatz zu ihr, mit zwei Sandkästen arbeitete, einen mit trockenem und einen mit feuchtem Sand. Lowenfeld verwendete nur einen Sandkasten, stellte aber Wasser zum Befeuchten des Sandes bereit. Die Miniaturfigurinen wurden jederzeit zugänglich in offenen Regalen aufbewahrt, sodass die Patienten sie sehen konnten, ohne hierzu Schubladen zu öffnen oder zu schliessen wie dies bei Lowenfeld der Fall war.
Entscheidend war aber die Änderung des Sandspiels im therapeutischen Kontext. Wurde es bei Lowenfeld eher als diagnostisches Mittel eingesetzt, erhielt es bei Kalff den Wert als ein therapeutisches Medium. Im Sandspiel sah sie eine via regia zum Unbewussten, so dass vor dem theoretischen Hintergrund des Symbolverständnisses von C. G. Jung mit dem Spiel ein Heilungsprozess in Gang gesetzt werden soll. Indem innere Ressourcen symbolisch darstellbar werden, können sich innere Blockierungen auflösen. Wobei der Patient Zugang zu vernachlässigten Ich-Zuständen seines Selbst erlangt und diese Aspekte in seine Persönlichkeit wieder zu (re-)integrieren um sie für eine heilende Ich-Entwicklung (Individuation) zu nutzen.
Sie verstarb an den Folgen eines Schlaganfalls.

## Dora M. Kalff und der Buddhismus
Weitere Einflüsse auf die Entwicklung der Sandspieltherapie leiten sich aus östlichen Philosophien bzw. spirituellen Traditionen ab, etwa dem Taoismus und Buddhismus.
Schon mit ihrem Ehemann war sie ambitionierte Sammlerin asiatischer Kunst, später studierte sie östliche Meditationstraditionen, einschliesslich eines Studiums des Zen in Japan.
Nach ihrer Scheidung erwarb sie im Oktober 1950 vom Winterthurer Kunstmaler Jakob Friedrich Welti ihren neuen Wohnort, das Haus Hinter Zünen 8 in Zollikon. Dort schuf sie ein Zentrum für Sandspieltherapie und Buddhismus.
Die Verbindungen zwischen östlichem und westlichen Denken entfalteten sich im Laufe von Kalffs Leben auf vielfältige Weise. Kurz nachdem der Dalai Lama und seine Anhänger 1959 aus Tibet verbannt worden war, gewährte sie im Jahr 1959 Geshe Chodak, der zum Flüchtling geworden war, in ihrem Haus Hinter Zünen 8 Zuflucht. Er verbrachte acht Jahre in Kalffs Familie. Dies wiederum führte zu mehreren Treffen zwischen Kalff und dem Dalai Lama. Aber auch weitere persönliche Verbindung zwischen Kalff und vielen anderen tibetischen Mönchen, darunter einem der persönlichen Lehrer des Dalai Lama, Trijang Rinpoche, der sie im Jahr 1966 in der Schweiz besuchte und in Kalffs Haus wohnte. Es war  Kalffs Bemühung Mitte der 1970er Jahre in ihrem Haus ein tibetisches Lehr- und Religionszentrum zu gründen. 
Eine weitere Brücke zwischen Ost und West begann sich zu bilden, als sie den bekannten Zen-Buddhisten Daisetz Teitaro Suzuki bei einem Eranos-Vortrag traf. Kalff reiste später nach Japan, um ihn zu treffen und Ideen auszutauschen. 
So erkannte Suzuki zwischen ihrem Sandspiel und der Zen-Praxis eine Parallele, dass der Schüler als Weisheitssuchender keine direkte Antwort auf seine Frage erhalten würde, sondern auf seine Frage zurückgeworfen sein, die er mit eigener Vorstellungskraft und innere Ressourcen lösen müsse. Das Treffen mit Suzuki bestärkte Kalff in ihrem Gefühl, dass ihr Ansatz eine tiefe, universelle Wahrheit respektiere. Kalffs Verbindung mit Suzuki und ihre Kontakte in die jungianische Gemeinschaft in Japan boten ihr die Gelegenheit, dort Sandspiel zu unterrichten. Hayao Kawai ein japanischer, jungianischer Analytiker, war massgeblich daran beteiligt.

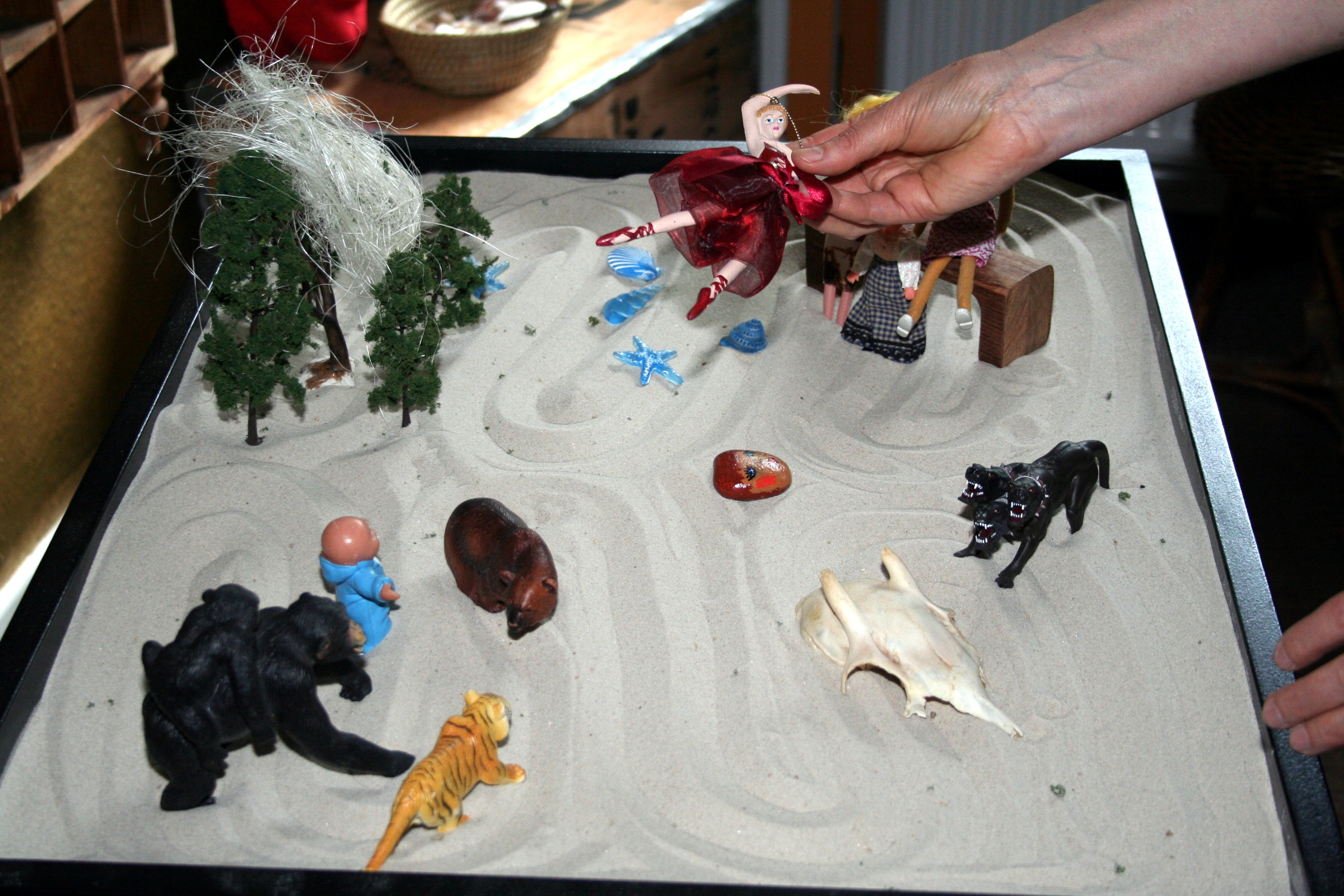
Die Sandspieltherapie

## Schriften (Auswahl)
- Sandspiel. Seine therapeutische Wirkung auf die Psyche. 4. Aufl. Reinhardt Ernst, München 2000, ISBN 3-497-01399-4.

- Sandplay: A psychotherapeutic approach to the psyche. Analytical Psychology Press, Sandplay Editions, ISBN 978-1-7346582-0-0.
- Symbolism and child analysis. Unpublished transcription of seminar conducted at Footlighters’ Child Guidance Clinic, Hollywood Presbyterian Hospital, Hollywood ca. 1966
- The sandplay. A contribution from C.G. Jung’s Point of view on child therapy. Journal of Sandplay Therapy, (1989) 16(2), 49–72.
- Twenty-one points to be considered in the interpretation of a sandplay. Journal of Sandplay Therapy, (2007) 16(1), 51–72.

- Il Gioco della Sabbia e la sua azione terapeutica sulla psiche. O.S., Florenz 1974.
- Il valore dell’esperienza transpersonale nel processo di guarigione con il metodo della “Sand Play Therapy”. In: Francesco Montecchi: La psicoterapia infantile junghiana. Il Pensiero Scientifico Editore, Rom 1984.
- La dimensione personale e trans personale nella applicazione della Sandplay Therapy. In: Francesco Montecchi: Modelli teorici e tecnici della psicoterapia infantile junghiana. Borla, Rom 1991.